# Melay (Saône-et-Loire)
Pour les articles homonymes, voir Melay.
Melay est une commune française située dans le département de Saône-et-Loire, en région Bourgogne-Franche-Comté.
C'est l'une des six communes du département de Saône-et-Loire située sur la rive gauche de la Loire (à l'ouest du fleuve dans cette partie de son cours).

## Géographie
Melay fait partie du Brionnais. Elle est traversée par le canal de Roanne à Digoin et par la Loire. Roanne est 25 km et Marcigny à 10.

### Climat
Pour des articles plus généraux, voir Climat de la Bourgogne-Franche-Comté et Climat de Saône-et-Loire.
En 2010, le climat de la commune est de type climat océanique dégradé des plaines du Centre et du Nord, selon une étude du Centre national de la recherche scientifique s'appuyant sur une série de données couvrant la période 1971-2000. En 2020, Météo-France publie une typologie des climats de la France métropolitaine dans laquelle la commune est exposée à un climat de montagne ou de marges de montagne et est dans la région climatique Centre et contreforts nord du Massif Central, caractérisée par un air sec en été et un bon ensoleillement.
Pour la période 1971-2000, la température annuelle moyenne est de 11 °C, avec une amplitude thermique annuelle de 16,6 °C. Le cumul annuel moyen de précipitations est de 792 mm, avec 11,9 jours de précipitations en janvier et 7,4 jours en juillet. Pour la période 1991-2020, la température moyenne annuelle observée sur la station météorologique de Météo-France la plus proche, « Charlieu », sur la commune de Charlieu à 13 km à vol d'oiseau, est de 11,6 °C et le cumul annuel moyen de précipitations est de 769,3 mm. 
La température maximale relevée sur cette station est de 41 °C, atteinte le 24 juillet 2019 ; la température minimale est de −16 °C, atteinte le 13 janvier 2003,,.
Les paramètres climatiques de la commune ont été estimés pour le milieu du siècle (2041-2070) selon différents scénarios d'émission de gaz à effet de serre à partir des nouvelles projections climatiques de référence DRIAS-2020. Ils sont consultables sur un site dédié publié par Météo-France en novembre 2022.

## Urbanisme

### Typologie
Au 1er janvier 2024, Melay est catégorisée commune rurale à habitat dispersé, selon la nouvelle grille communale de densité à sept niveaux définie par l'Insee en 2022.
Elle est située hors unité urbaine. Par ailleurs la commune fait partie de l'aire d'attraction de Roanne, dont elle est une commune de la couronne,. Cette aire, qui regroupe 88 communes, est catégorisée dans les aires de 50 000 à moins de 200 000 habitants,.

### Occupation des sols
L'occupation des sols de la commune, telle qu'elle ressort de la base de données européenne d’occupation biophysique des sols Corine Land Cover (CLC), est marquée par l'importance des territoires agricoles (90,4 % en 2018), en diminution par rapport à 1990 (91,7 %). La répartition détaillée en 2018 est la suivante : prairies (76,3 %), zones agricoles hétérogènes (14,2 %), forêts (7,4 %), zones urbanisées (1,6 %), eaux continentales (0,6 %). L'évolution de l’occupation des sols de la commune et de ses infrastructures peut être observée sur les différentes représentations cartographiques du territoire : la carte de Cassini (XVIIIe siècle), la carte d'état-major (1820-1866) et les cartes ou photos aériennes de l'IGN pour la période actuelle (1950 à aujourd'hui).

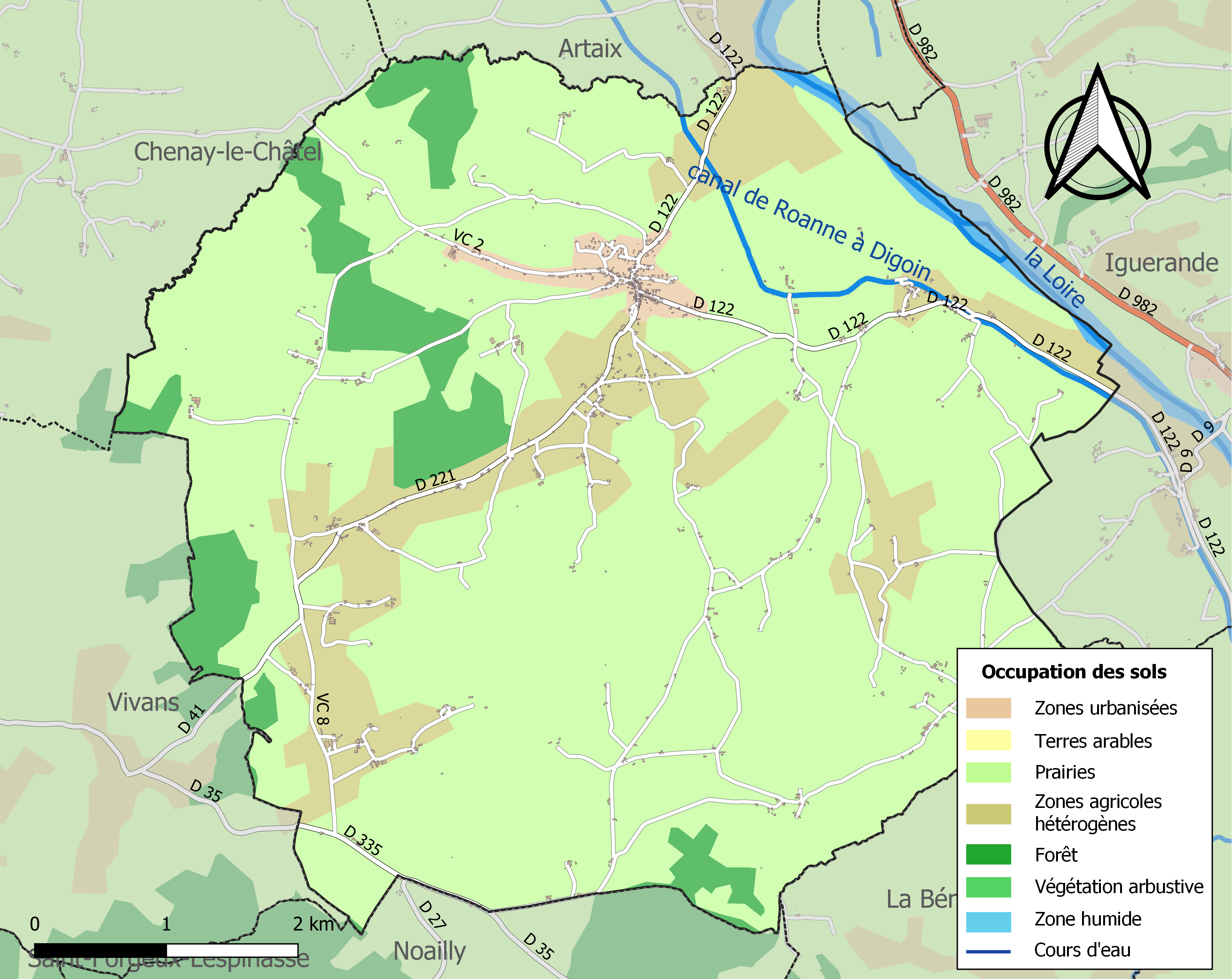
Carte des infrastructures et de l'occupation des sols de la commune en 2018 (CLC).

## Histoire
Dans la tradition des fêtes patronales, Melay organise chaque année son désormais célèbre défilé de chars du 15 août. Cette manifestation attire une foule de plus en plus nombreuse, venant des quatre coins de la région.
Dans la nuit du 19 au 20 mars 1943, un avion Lysander venant d’Angleterre et piloté par le Flight Lieutenant John Bridger DFC a atterri. Il déposait trois grands résistants français : Jean Moulin, unificateur de la Résistance ; le général Delestraint, chef de l'Armée secrète et Christian Pineau, chef du réseau « Phalanx ». Le même avion ramenait à Londres Paul-Jacques Kalb (alias « Jacques d'Alsace »).

## Politique et administration

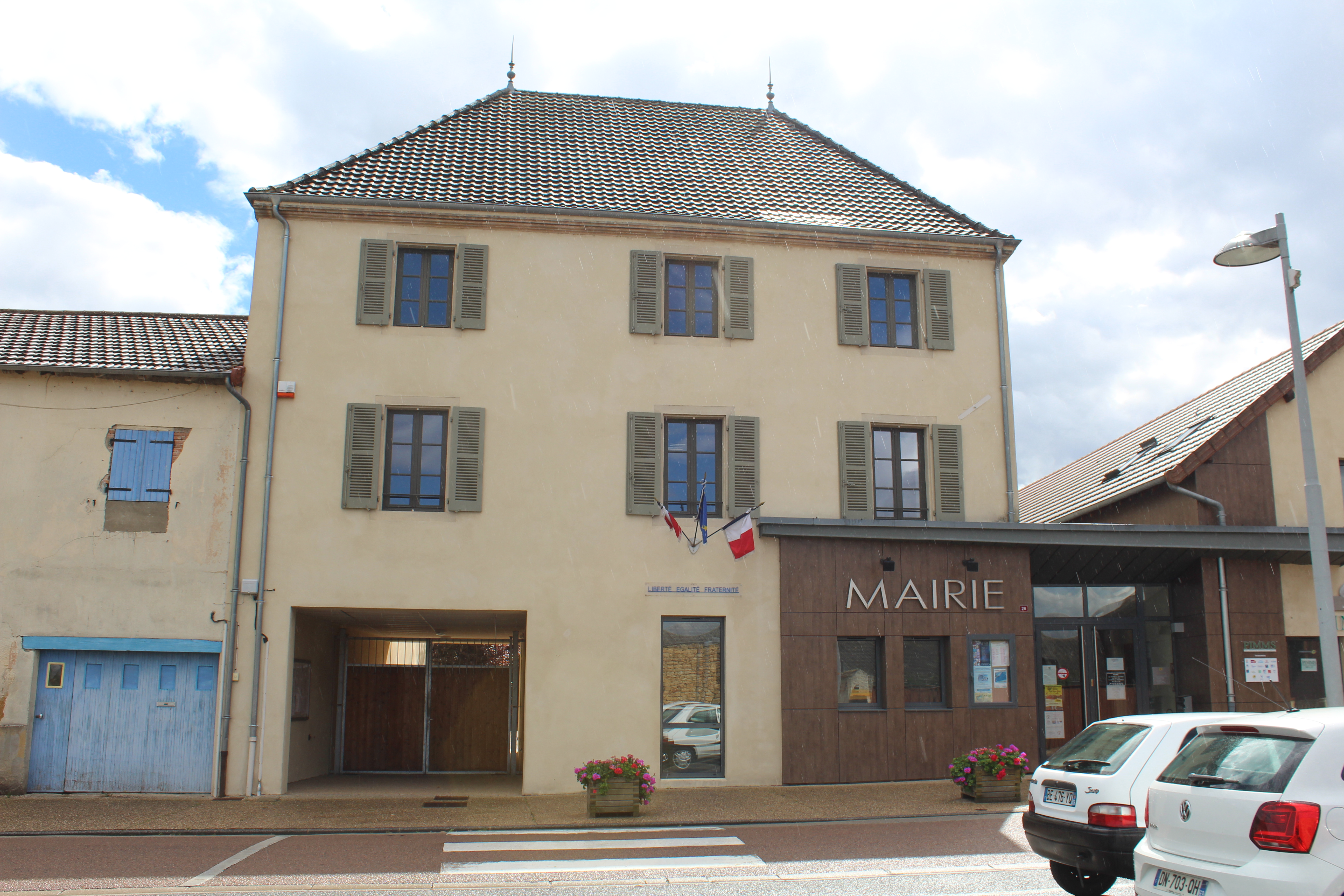
Mairie.

| Période                                  | Période   | Identité            | Étiquette | Qualité                                |
| ---------------------------------------- | --------- | ------------------- | --------- | -------------------------------------- |
| mars 1989                                | juin 1995 | Jacques Myskowski   | DVD       |                                        |
| juin 1995                                | en cours  | Jean-Claude Ducarre | DVG       | Président de la Communauté de communes |
| Les données manquantes sont à compléter. |           |                     |           |                                        |

## Démographie
L'évolution du nombre d'habitants est connue à travers les recensements de la population effectués dans la commune depuis 1793. Pour les communes de moins de 10 000 habitants, une enquête de recensement portant sur toute la population est réalisée tous les cinq ans, les populations de référence des années intermédiaires étant quant à elles estimées par interpolation ou extrapolation. Pour la commune, le premier recensement exhaustif entrant dans le cadre du nouveau dispositif a été réalisé en 2005.

En 2022, la commune comptait 964 habitants, en évolution de −1,83 % par rapport à 2016 (Saône-et-Loire : −1,06 %, France hors Mayotte : +2,11 %).
| 1793  | 1800  | 1806  | 1821  | 1831  | 1836  | 1841  | 1846  | 1851  |
| ----- | ----- | ----- | ----- | ----- | ----- | ----- | ----- | ----- |
| 1 608 | 2 032 | 1 663 | 1 847 | 1 918 | 1 966 | 1 892 | 1 990 | 2 000 |

| 1856  | 1861  | 1866  | 1872  | 1876  | 1881  | 1886  | 1891  | 1896  |
| ----- | ----- | ----- | ----- | ----- | ----- | ----- | ----- | ----- |
| 1 953 | 1 998 | 2 016 | 1 963 | 1 962 | 1 976 | 1 930 | 1 870 | 1 841 |

| 1901  | 1906  | 1911  | 1921  | 1926  | 1931  | 1936  | 1946  | 1954  |
| ----- | ----- | ----- | ----- | ----- | ----- | ----- | ----- | ----- |
| 1 746 | 1 703 | 1 630 | 1 396 | 1 291 | 1 257 | 1 248 | 1 085 | 1 082 |

| 1962  | 1968  | 1975 | 1982 | 1990 | 1999 | 2005 | 2006 | 2010 |
| ----- | ----- | ---- | ---- | ---- | ---- | ---- | ---- | ---- |
| 1 053 | 1 015 | 900  | 876  | 819  | 820  | 828  | 830  | 933  |

| 2015 | 2020 | 2022 | - | - | - | - | - | - |
| ---- | ---- | ---- | - | - | - | - | - | - |
| 975  | 956  | 964  | - | - | - | - | - | - |

### Structure et évolution récente de la population
Du recensement de 2008 à celui de 2013 la population passe de 872 habitants à 975, elle a augmenté de 103 habitants (soit + 11,7 %). La tranche d'âge des moins de 30 ans a un effectif de 345 soit 34,4 % de la population, c'est celle qui a le plus augmenté ; les 30-60 ans sont 302, soit une quasi stabilité (298 en 2008), et la tranche des plus de 60 ans a un effectif de 245, en légère progression (238 en 2008).
Les personnes « actives », ayant entre 15 et 64 ans, sont 552 (soit 79,2 % de leur tranche d'âge).

### Logements
Il existe sur le territoire communal 510 logements, dont 408 résidences principales, 44 résidences secondaires et 58 logements vacants. 487 logements sont des maisons individuelles et 23 des appartements. 55,2 % des résidences principales ont été construites avant 1919.
57,1 % des ménages occupant leur résidence principale l'habitent depuis 10 ans ou plus.

## Économie et emploi

### Emploi
Le nombre d'actifs résidant dans la commune est de 406 (317 salariés et 89 non salariés). Le nombre d'emplois dans la commune est de 135. Sur ce dernier nombre 66 sont des salariés et 69 des non-salariés.

## Sports
- Club de football : Association Sportive Melay Iguerande.
- Club de judo : Judo-club Melay Le Dragon.

## Enseignement
Un RPI (regroupement pédagogique intercommunal) regroupe les écoles de Melay, Chenay-le-Châtel et Artaix.

## Église Saint-Étienne

### Histoire
Reconstruite au XIXe siècle, l'église d'origine date du XIe siècle. Le clocher date de la fin du XIIe siècle. L'ancienne église avait pour patrons alternatifs l'abbé de Saint-Rigaud de Ligny et le prieur d'Anzy-le-Duc. Sa restauration s'est achevée en 2014.

### Le clocher, le chevet
Le premier agrandissement de l'église est de 1696-1705. En 1733 a été finie la réparation du clocher qui consistait à refaire les murs est et ouest, les deux arcs-boutants du côté à midi, à refaire les voûtes du chœur et du clocher : le tout aux dépens de Mme l'abbesse de la Bénisson-dieu et de May, curé Bardet. L'abbesse était Marie Thiard de Bragny. En 1856 l'église, devenue insuffisante pour la population, fut démolie, reconstruite et agrandie dans le cimetière, côté nord. Le clocher seul fut conservé. En 1877-78, elle fut encore agrandie de deux travées, la grande porte transportée d'occident en orient, ce qui a nécessité la construction du perron actuel, bâti en 1901, par les soins de M. l'abbé Gauthier.

### Les cloches
Avant 1789, le clocher possède deux cloches : l'une disparait durant la Révolution et l'autre est remplacée. Les deux cloches actuelles sont installées au XIXe s. La plus petite, en 1842, son poids est 350 kg, a été fabriquée par Gédéon Morel, fondeur ; elle est ornée de fleurs et feuillages. La grosse cloche a été fondue en 1858. Elle est signée « Burnichon », fondeur à Coutouvre (Loire). Elle pèse 1 200 kg, elle est faite d'un alliage de 22 % d'étain et de 78 % de cuivre. Outre des motifs décoratifs y figure l'inscription « M. Compagnot, curé, M. Allemontière, maire, Marraine : Marie-Charlotte-Élisabeth De Beranger, comtesse De Vogue, Parrain : Charles-Louis, Comte de Vogue ».

### L'intérieur
L'église comprend une nef de sept travées et deux bas-côtés. Il n'y a pas de transept. La nef se prolonge par une abside centrale et les deux bas-côtés par des absidioles latérales.
D'importants travaux ont été réalisés tout au long du XXe siècle : en 1928 électrification, en 1954 réfection de la flèche du clocher, en 1973 restauration du clocher qui a été foudroyé, de 2011 à 2012 rénovation intérieure, vitraux modernes.

#### Les chapiteaux
Les huit chapiteaux du chœur permettent d'affirmer que cette église appartient aux églises romanes du Brionnais. Le Centre d'études des patrimoines, indique que cinq de ces chapiteaux ont été réalisés par l'atelier de Neuilly-en-Donjon.

Les chapiteaux du chœur
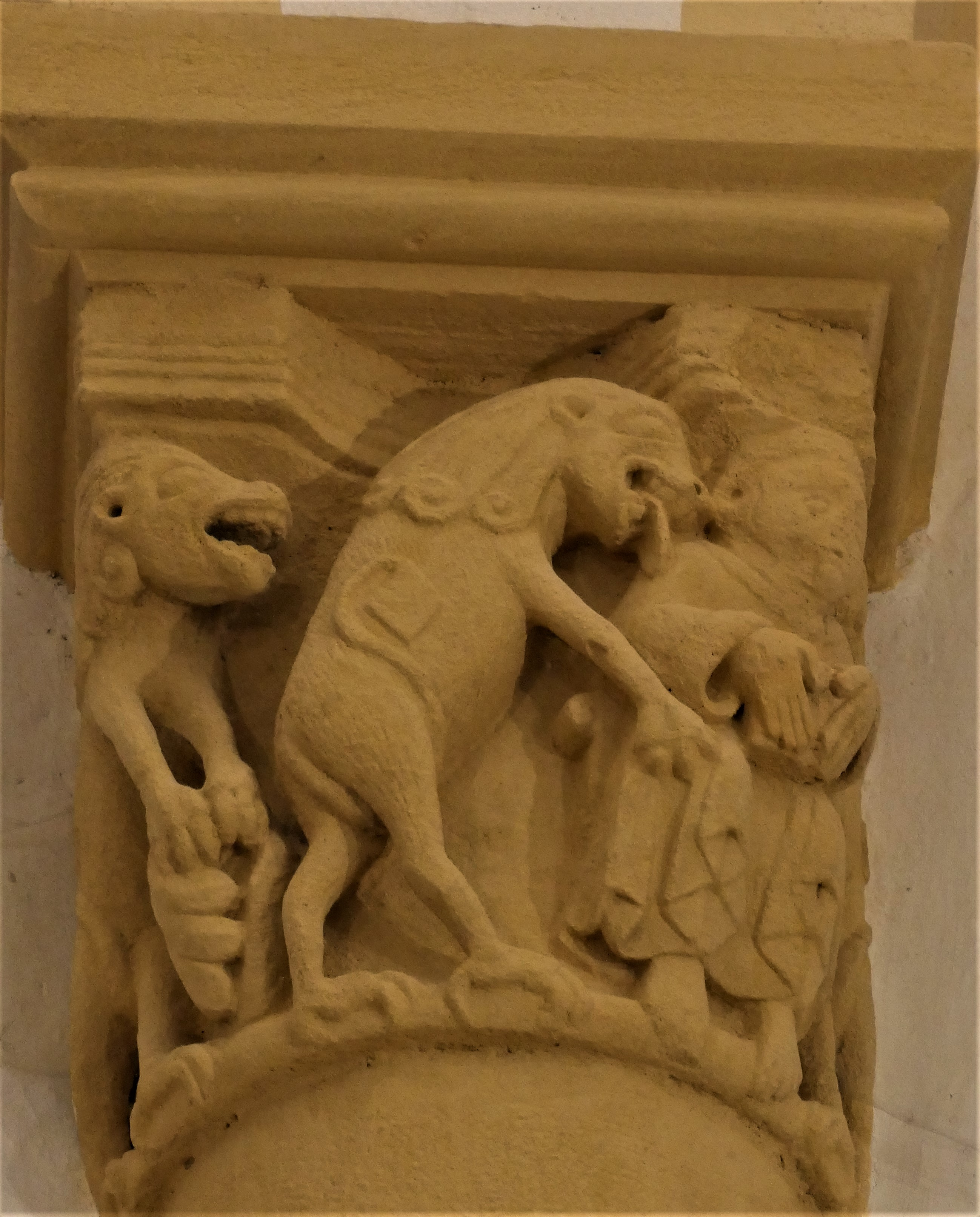
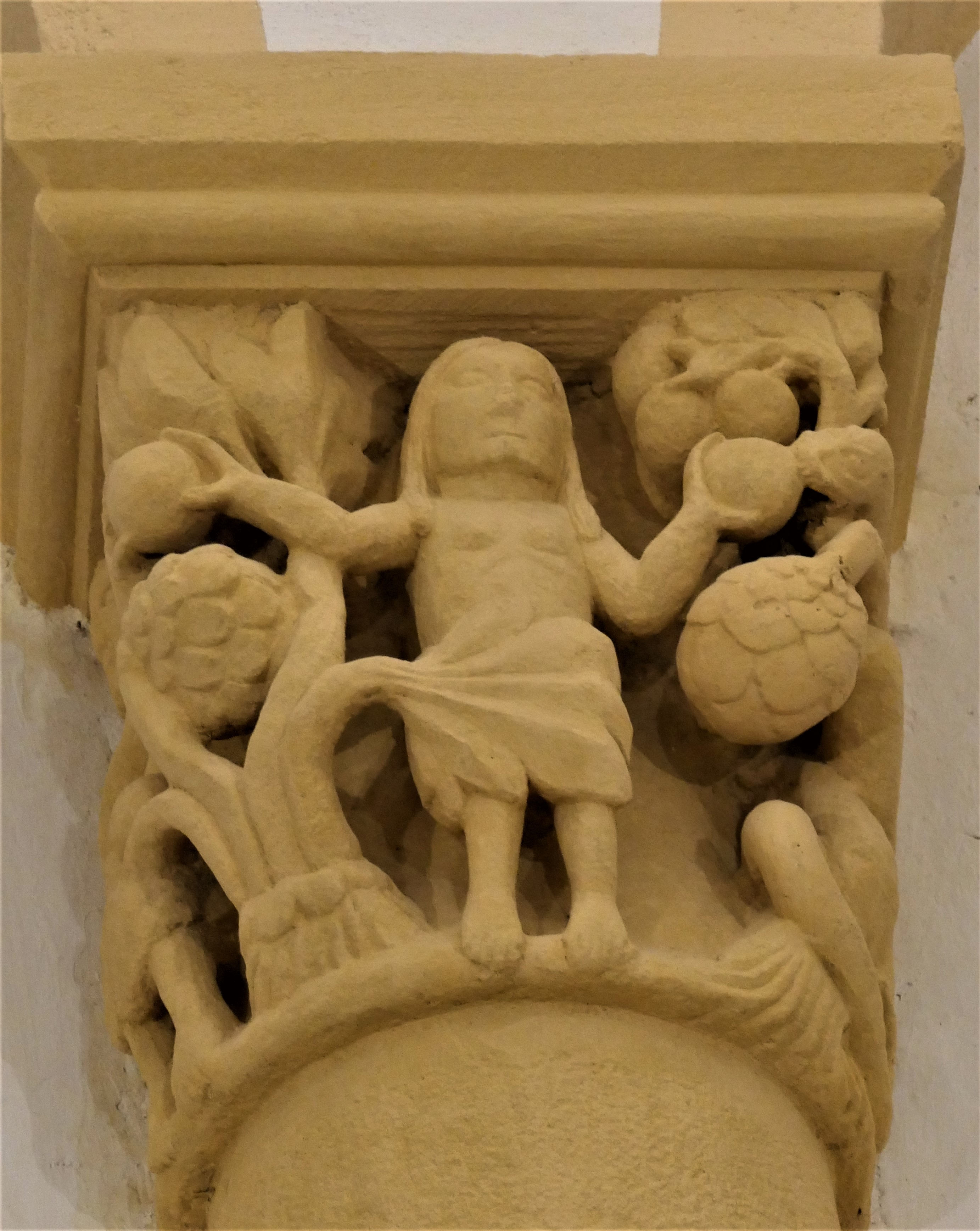
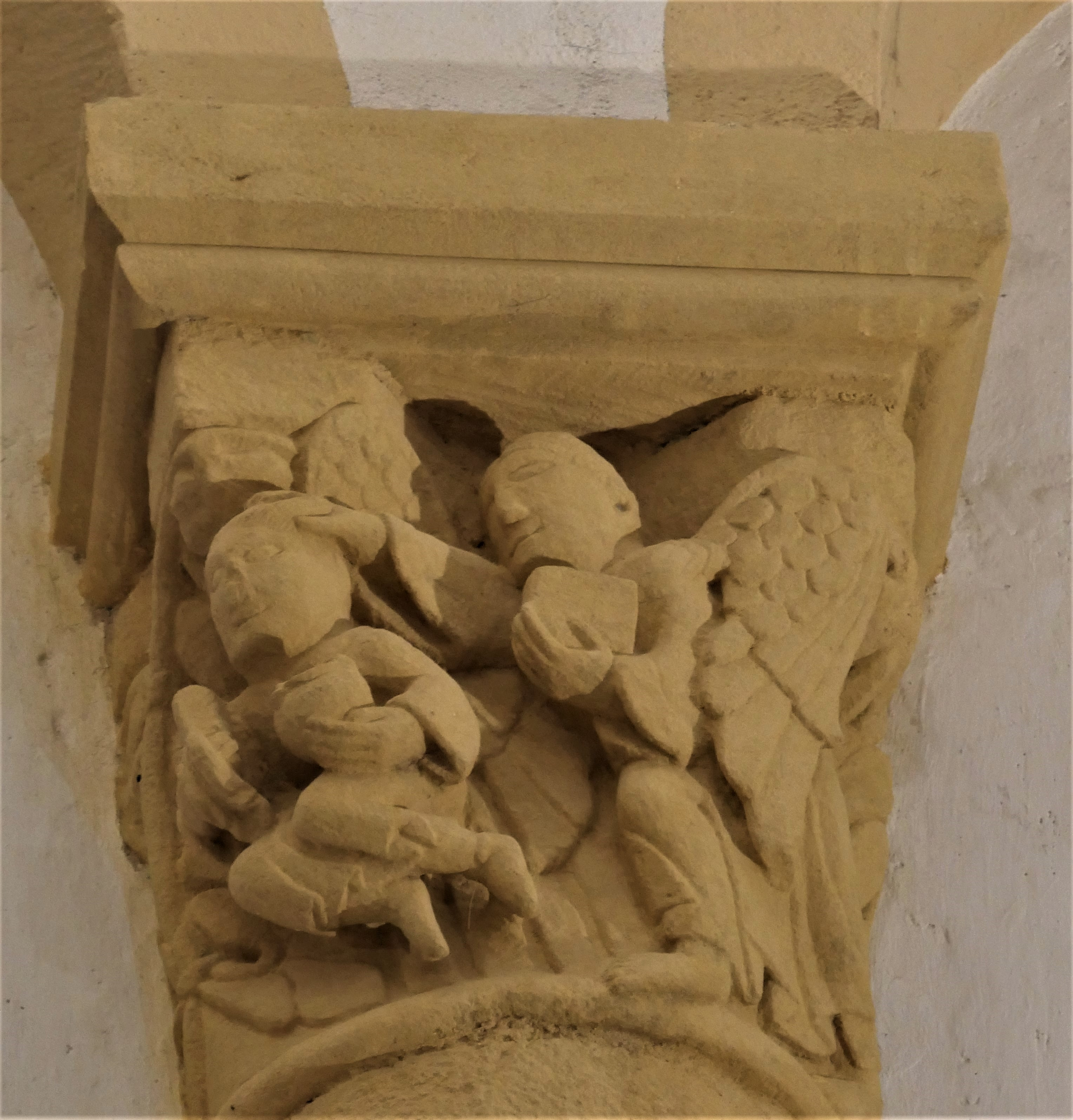
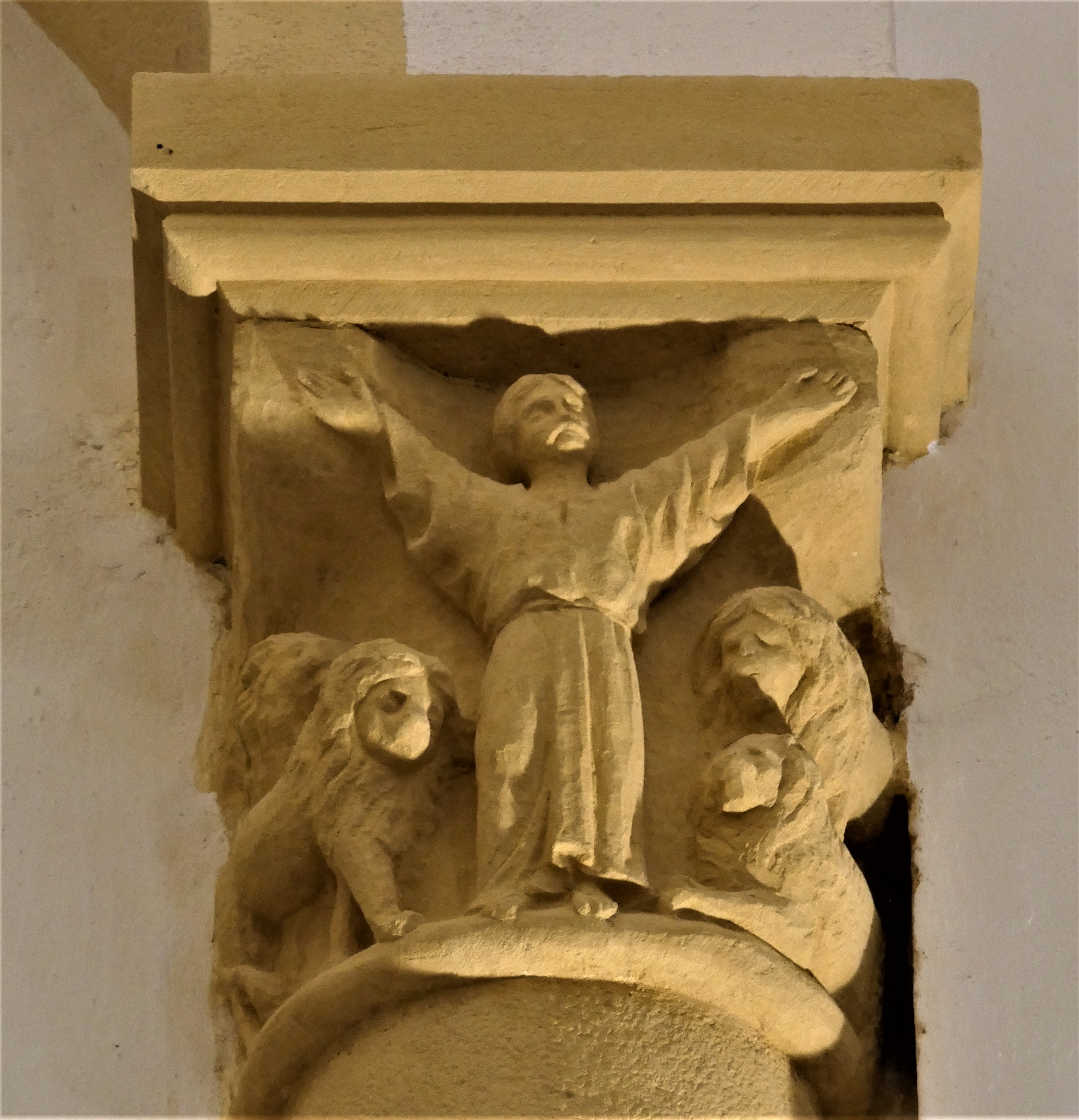
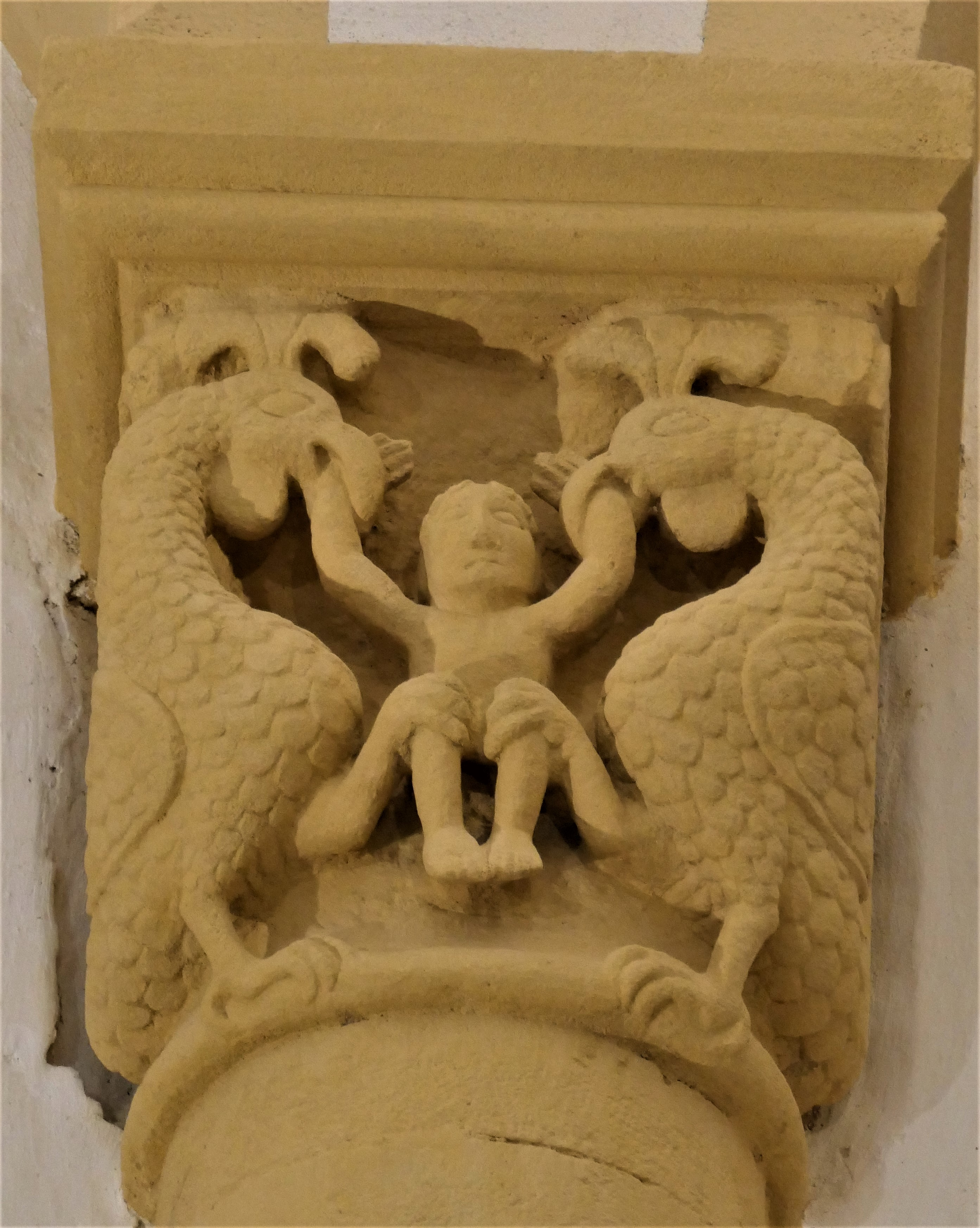
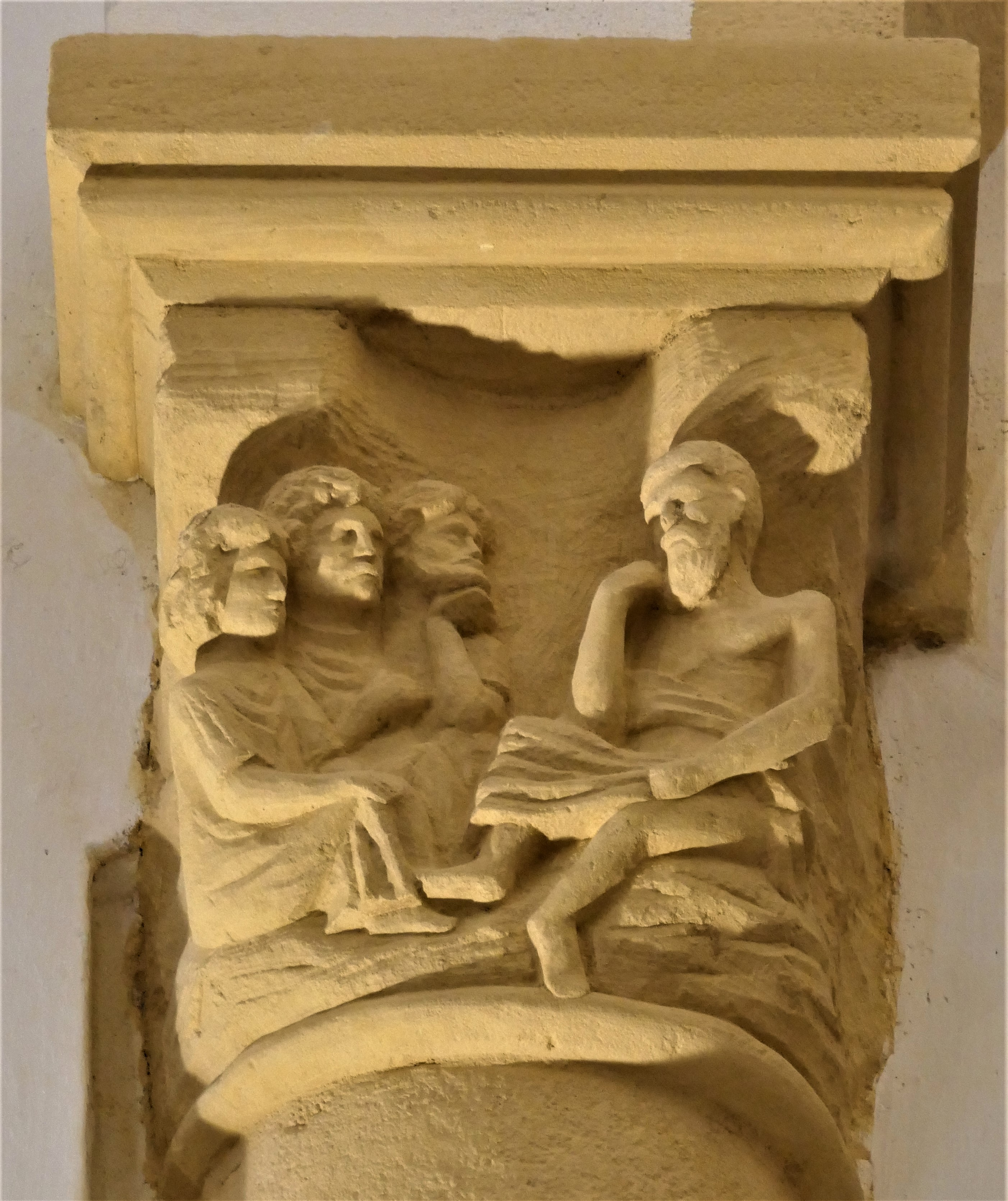

#### Les vitraux
Le vitraux comprennent des vitraux du XIXe siècle et des vitraux modernes (Jeanne d'Arc, sainte Cécile et saint Joseph) ; ils sont signés Sylvie Carayol Renard, Nantes, 1989.

#### La statuaire
Plusieurs statues en plâtre polychrome de style Saint-Sulpice sont en bon état, présentes dans autres autels latéraux et dans les absidioles.

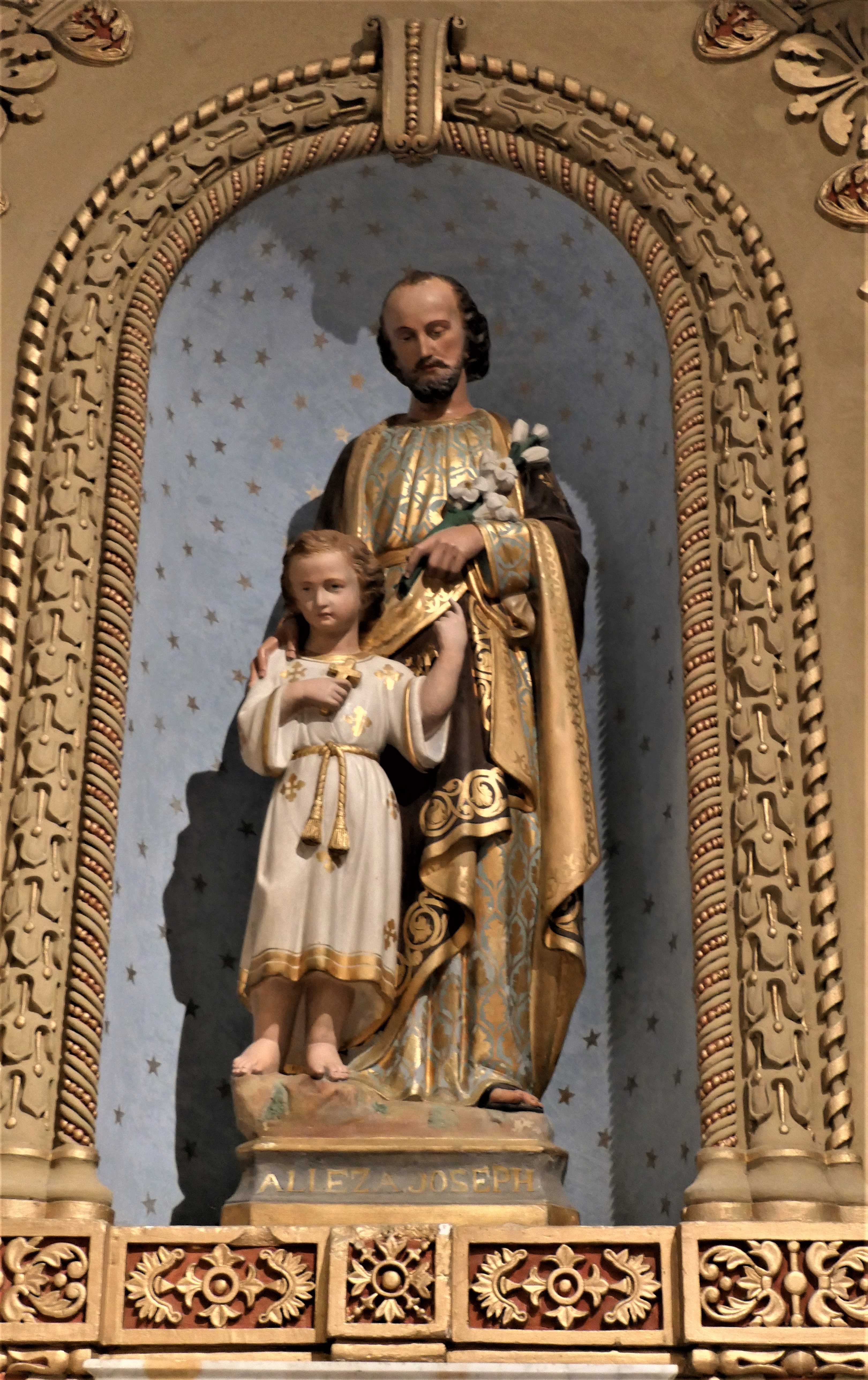
Saint Joseph.
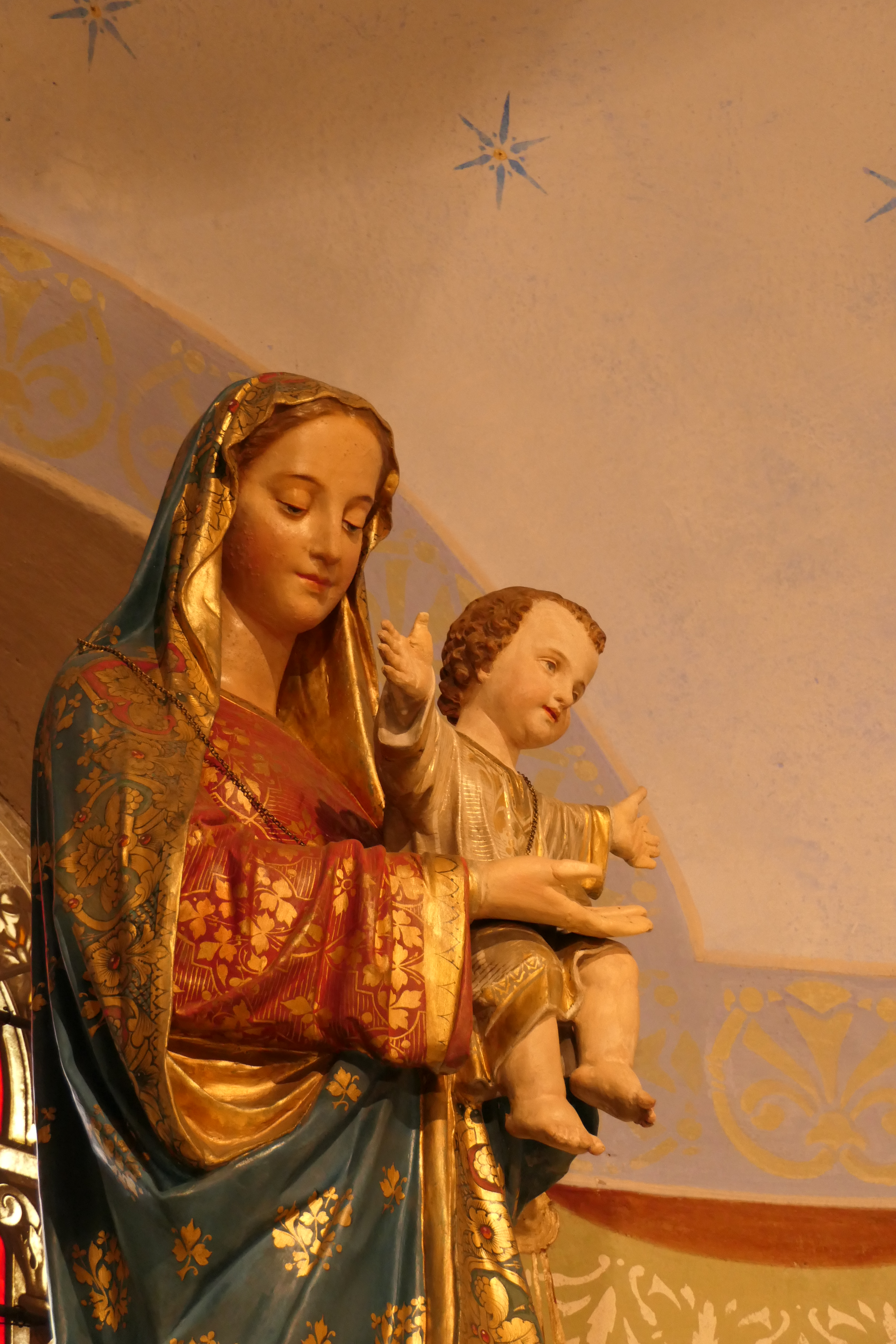
La Vierge et l'enfant.
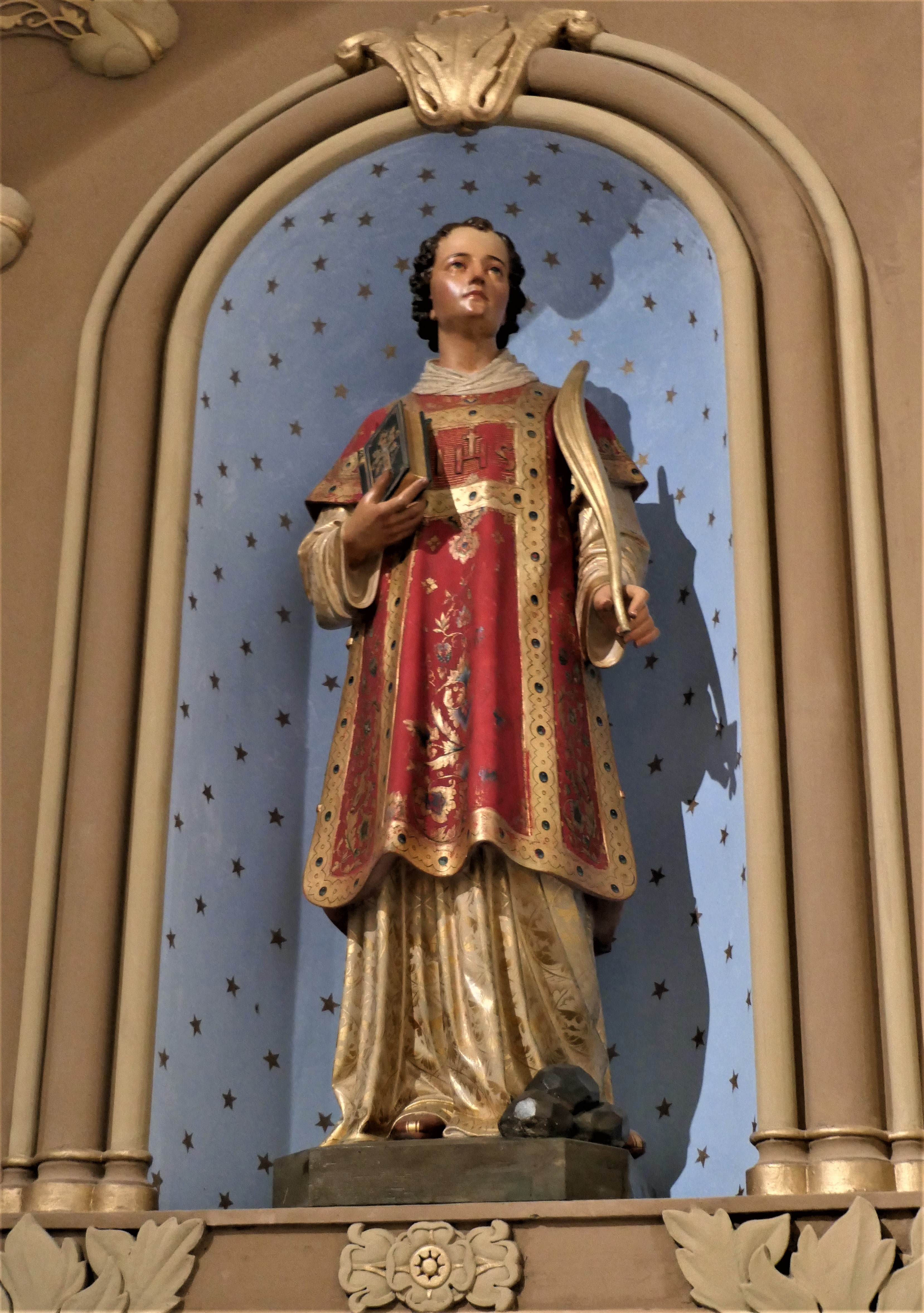
Saint Étienne.

## Autres Lieux et monuments
- Le château de Maulevrier ; ancien château fort, reconstruit au XVIe siècle, qui se dresse à la lisière des bois de Bagneaux et de la Goutte. Il fut le centre de la seigneurie puis du marquisat de Maulevrier. Le château fait l’objet d’une inscription partielle au titre des monuments historiques par arrêté du 24 janvier 1991[25]. Seules les façades et toitures, y compris les soubassements, les fossés, le pont dormant, l'escalier tournant et porte à claire-voie du XVIe siècle sont inscrits.
- La motte castrale de Bagneaux ; dernier vestige de la maison forte qui se dressait en ces lieux. Citée en 1223[26], la maison est la possession des Semur puis des Baignaux. La maison forte est mentionnée en 1343[26]. Elle est pillée vers 1380[26]. Elle est, au XVe siècle[26], la possession de la famille d'Esserpens et passe, en 1566[26], par mariage aux la Guiche. Andrault de Langeron, marquis de Maulévrier (château de Maulevrier), achète la seigneurie en 1670[26] ; le château n'étant plus habité à cette date.
- Stèle commémorant un épisode de la Seconde Guerre mondiale : l’atterrissage en mars 1943 d’un avion britannique Lysander déposant sur le sol français trois grandes figures de la Résistance (qui furent hébergées à Marcigny avant de partir vers leur destin respectif). La stèle a été inaugurée le 24 mars 1990 en présence de Christian Pineau, dernier survivant de l’aventure. Y est gravée l'inscription suivante : « Dans le combat contre l'occupant nazi et pour la libération de la France, près d'ici, en bordure de Loire, dans la nuit du 19 au 20 mars 1943, un avion Lysander atterrissait venant d'Angleterre, piloté par le Flight-lieutenant John Bridger D.F.C. Il déposait trois grands Résistants Français : Jean Moulin, unificateur de la Résistance, le général Delestraint, chef de l'Armée secrète, Christian Pineau, chef du réseau Phalanx. Officier d'opération au sol : Pierre Delaye radio assisté de Jean Delaye et Henri Morier. »[27]
- Espace du Pressoir.

## Personnalités liées à la commune
- François Savary de Brèves (1560-1628), orientaliste français.
- Jean Moulin, résistant français.
- Jean Robin, éditeur français.

## Galerie photos

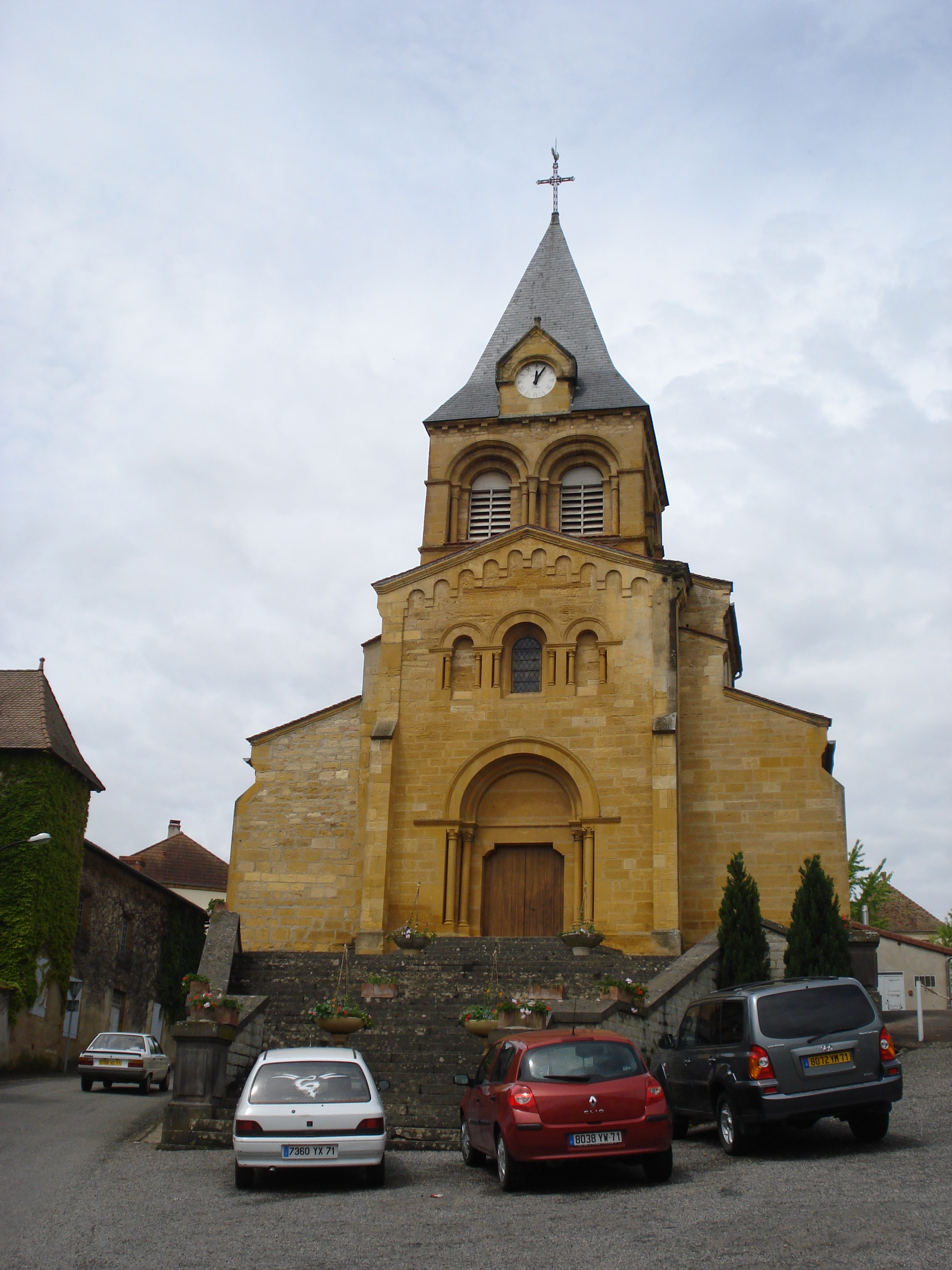
L'église avec son escalier.
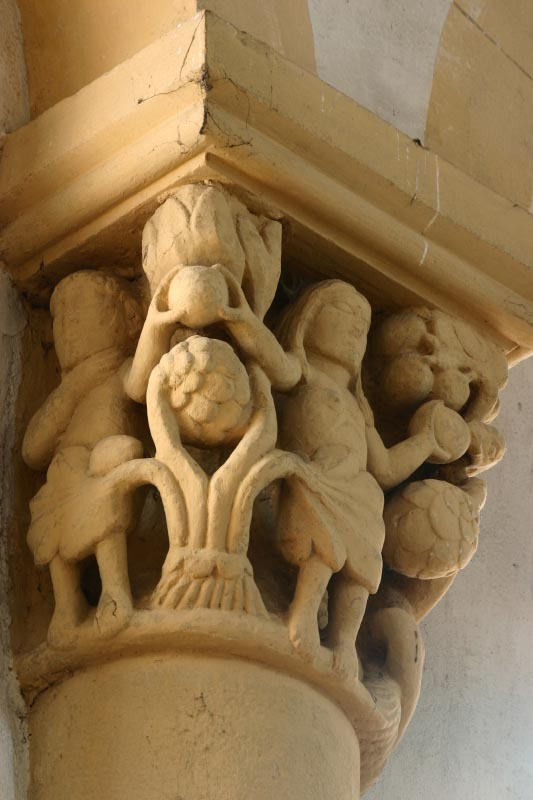
Église : chapiteau.
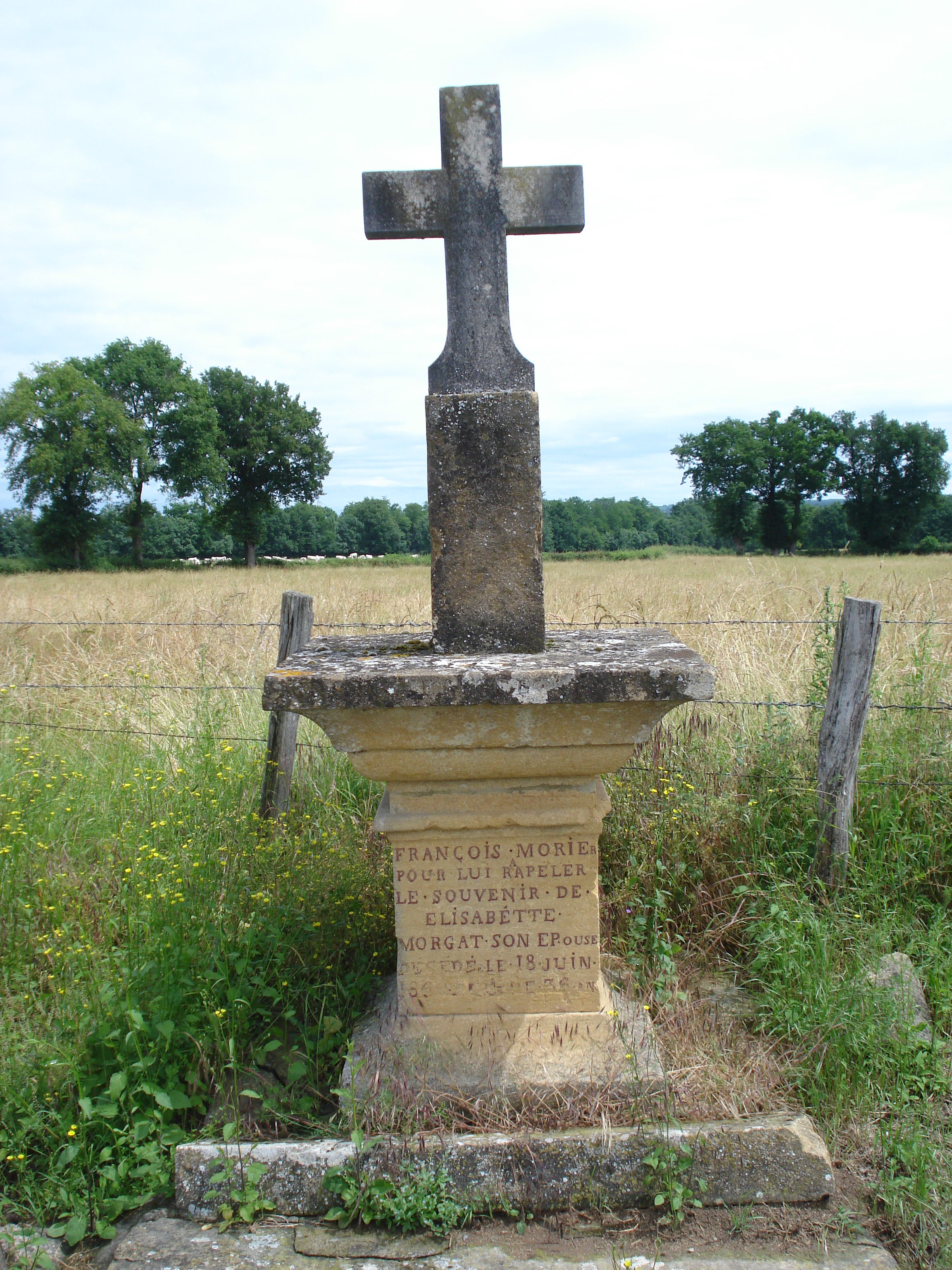
Croix de chemin avec texte.
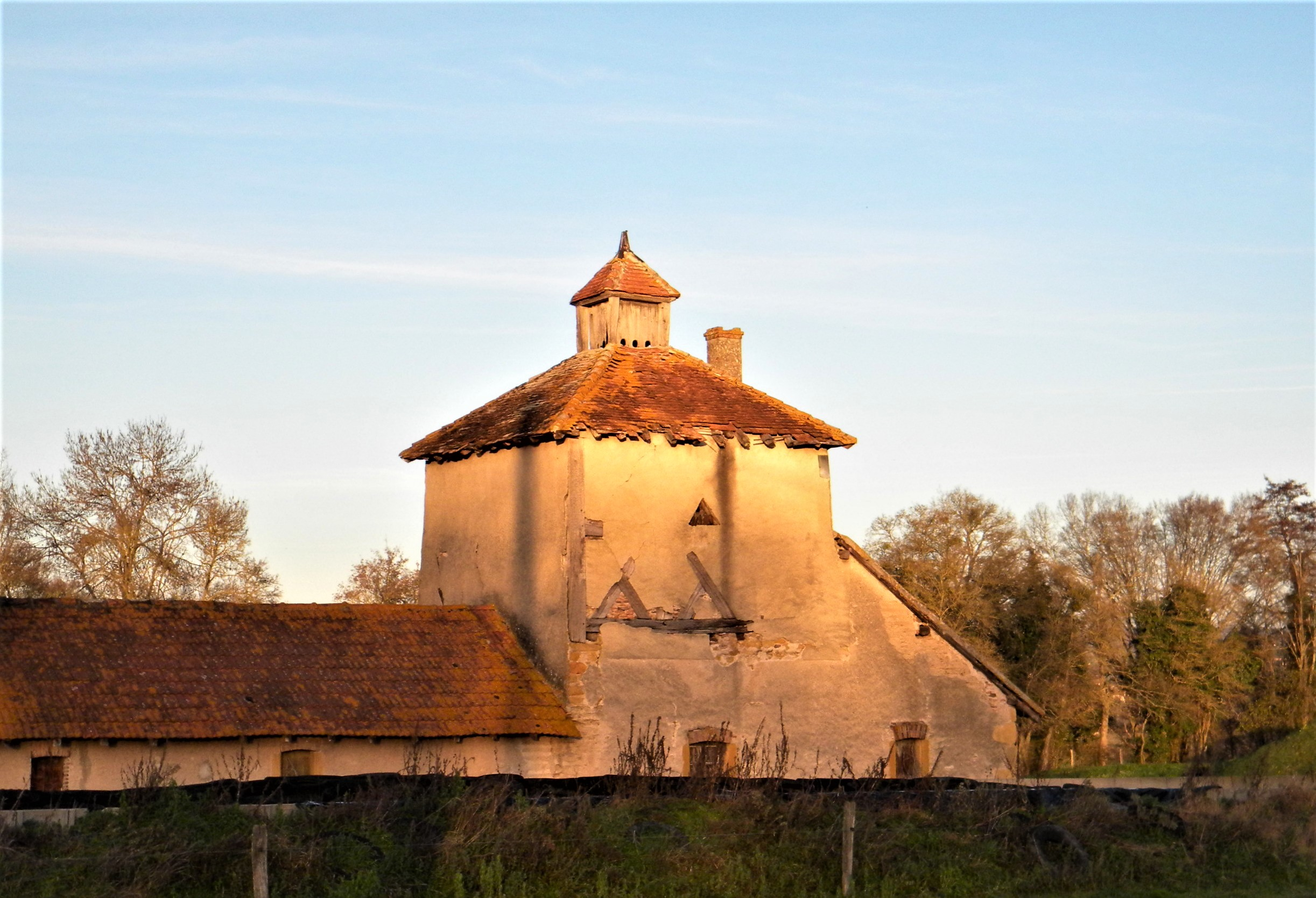
Architecture rurale, pigeonnier.
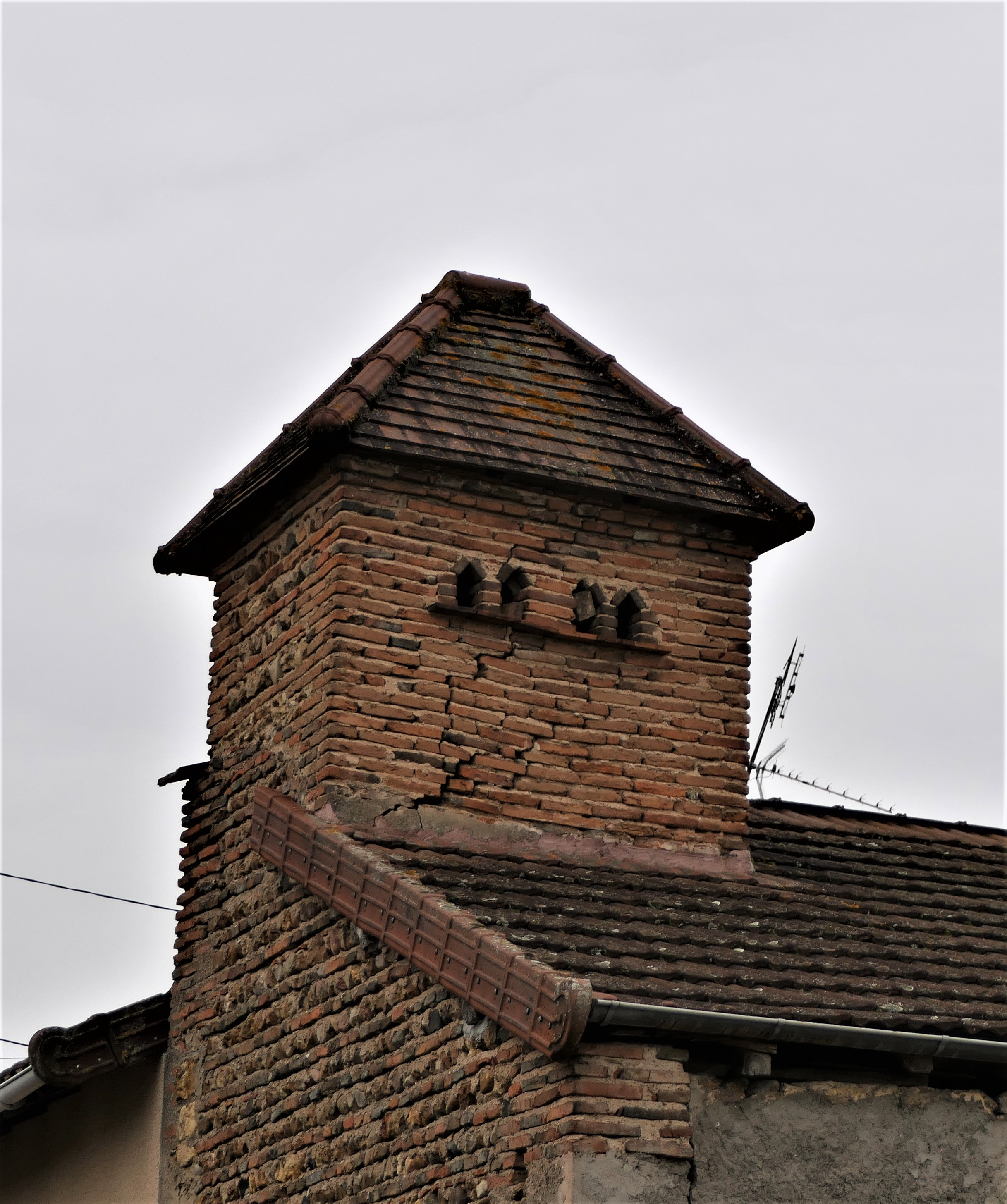
Architecture rurale.
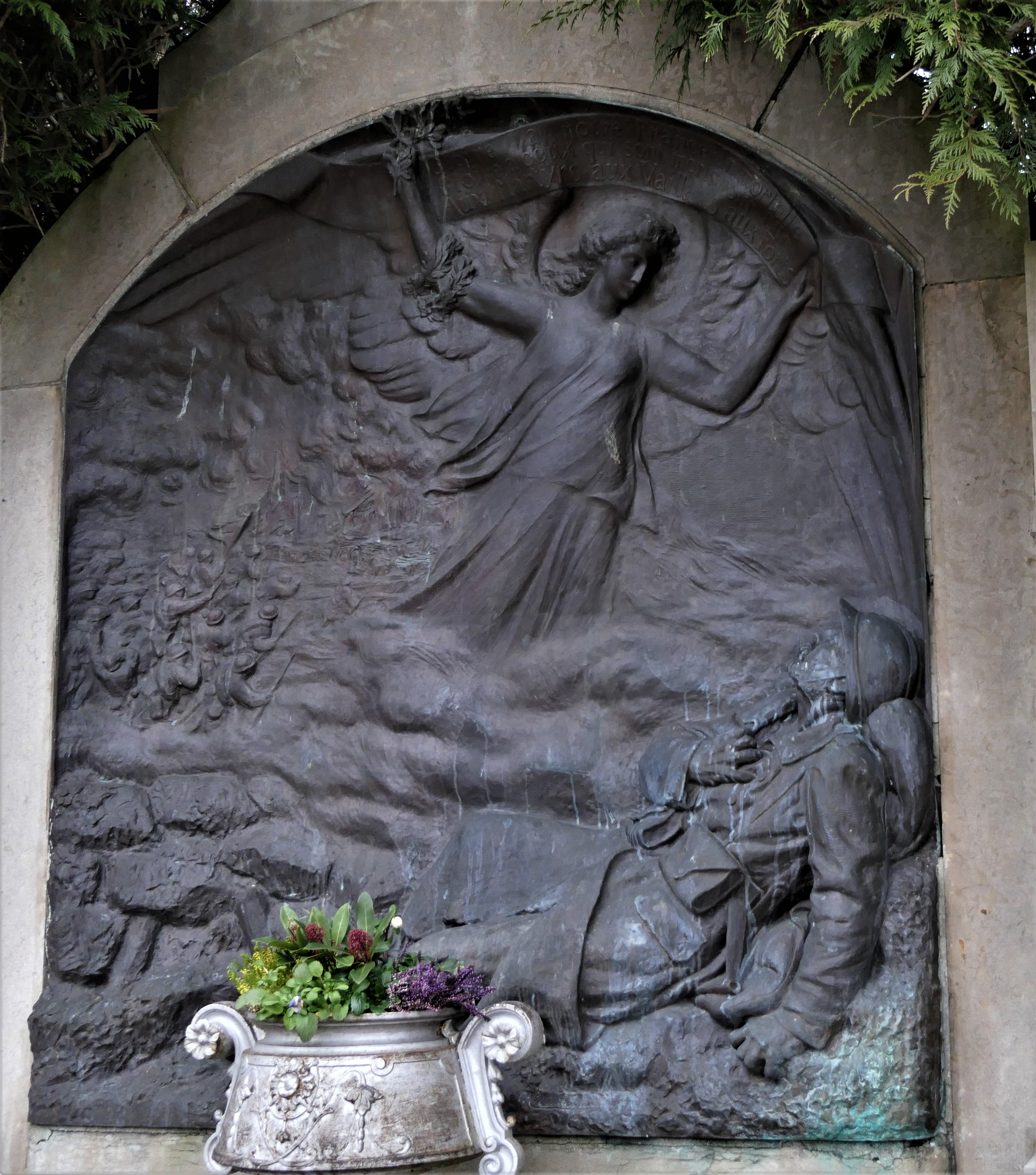
Plaque sculptée du monument aux morts.

## Pour approfondir